# Zubatého mlýn
Zubatého mlýn (známý též jako Panský mlýn) je zaniklý vodní mlýn na potoce Cedron v Dolních Štěpanicích. Dnes v budově sídlí firma Delfi.

## Historie
Mlýn je jedním z nejstarších v Podkrkonoší. První písemná zmínka o stavbě je z roku 1584, avšak je pravděpodobné, že mlýn existoval dávno před tímto datem. V tento rok je mlýn uváděn o počtu čtyř moučných kol a jednoho stupního. Roku 1642 byl štěpanický mlýn se svými čtyřmi vodními koly největším na celém panství.
Prvním písemně dochovaným nájemcem byl v první polovině 17. století jistý Daniel Zelinka. V letech 1660–1728 je mlýn spjat s rodem Antošů. Prvním z tohoto rodu byl Jiřík Antoš, který mlýn koupil roku 1660. Roku 1707 pak přechází nájem do rukou France Köllera. Ten si však postavil nový mlýn na Cedronu a tak roku 1714 mlýn předal Janu Gengelovi. V roce 1733 se majitelem mlýna stává Kryštof Rieger, který mlýn koupil za 2000 Zlatých.
Roku 1807 získal mlýn v dražbě Jan Zubatý starší. V roce 1831 mlýn odkupuje od otce Jan Zubatý mladší, který na mlýně hospodařil třicet let. Když Jan Zubatý mladší začal projevovat zájem o politiku, přepsal v roce 1861 mlýn na svého syna Jana Zubatého nejmladšího.
Roku 1908 již mlýn nefunguje a je přeměněn na mandl. Vlastníkem se stal zeť Jana Zubatého nejml. Otakar Hrubý, který mlýn prodal textilnímu velkopodnikateli Františku Brůnovi ml. Ten budovu rozšířil, nechal přidat česárnu flanelu, úpravnu zboží či dynamo na výrobu elektřiny. Po komunistickém převratu byla budova Františku Brůnovi zabavena a předána národnímu podniku Kapnar pro výrobu kapesníků.
V současnosti v budově sídlí firma Delfi Rehab, spol. s r. o.

## Seznam správců/majitelů
1. Adam z Valdštejna (1599–1606)
2. Václav Záruba mladší z Hustiřan (1606–1623)
3. Albrecht z Valdštejna (1628–1632)
4. Otto Bedřich z Harrachu (1632–1639)
5. kardinál Arnošt Vojtěch z Harrachu (1639–1660) – spravuje panství do dospělosti Ottova syna Ferdinanda Bonaventury
6. Jiřík Antoš (1660–?)
7. Franc Köller (1707–1714) – správce mlýna
8. Jan Gengel (1714–1733) – správce mlýna
9. Kryštof Rieger (1733–1807)
10. Jan Zubatý starší (1807–1831)
11. Jan Zubatý mladší (1831–1861)
12. Jan Zubatý nejmladší (1861–?)
13. Otakar Hrubý
14. František Brůna (?–1948)
15. Národní podnik Kapnar
16. Delfi Rehab, spol. s r. o..